# Jean Plantureux

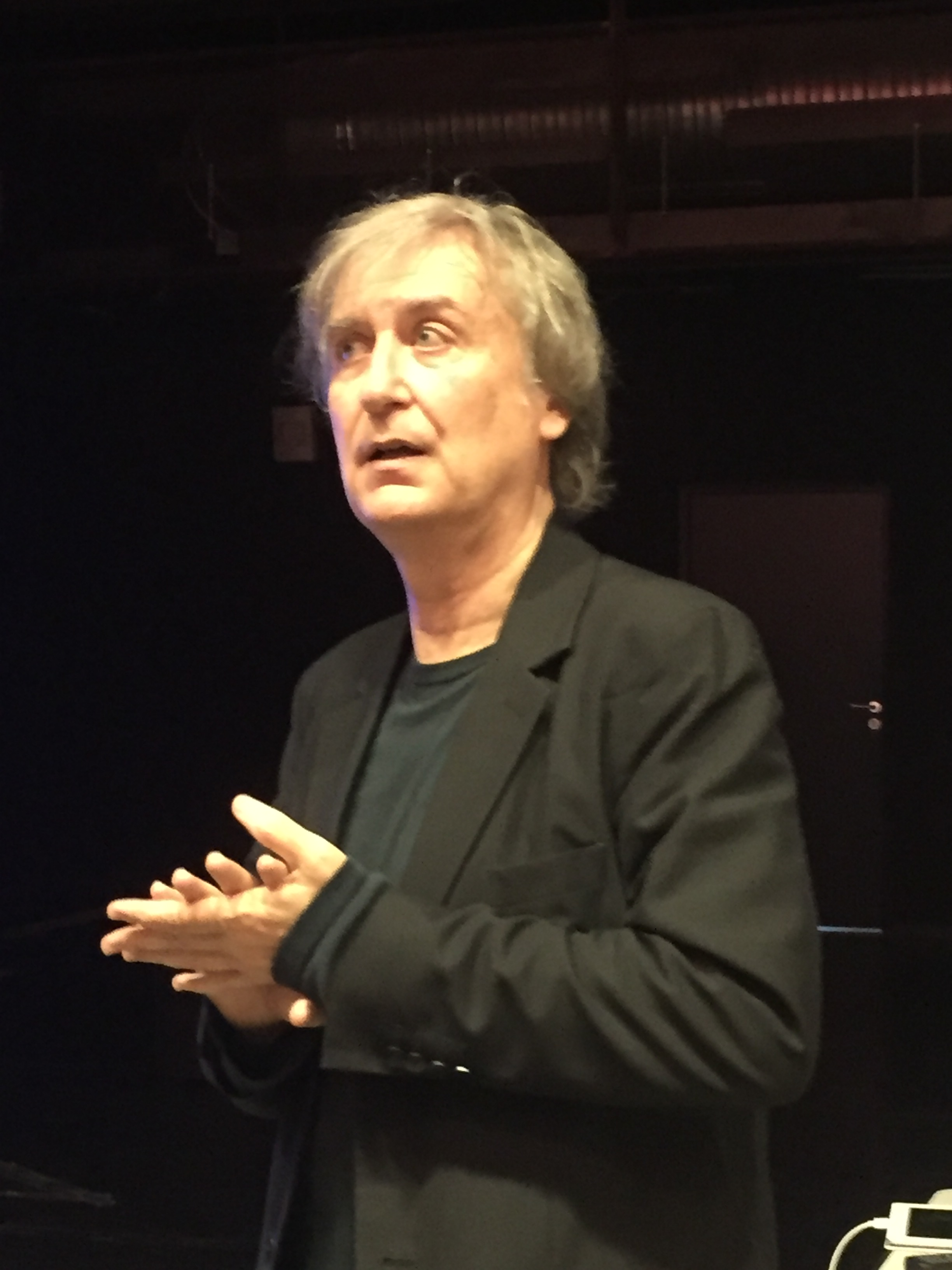
Plantu (2015)

Jean Plantureux (* 23. März 1951 in Paris) ist einer der bekanntesten politischen Karikaturisten Frankreichs. Unter dem Künstlernamen Plantu arbeitete von 1972 bis März 2021 für die Tageszeitung Le Monde und seit 1991 für die Wochenzeitung L’Express.

## Leben
Nach seinem Schulabschluss am Lycée Henri IV studierte er zunächst zwei Jahre lang Humanmedizin und wechselte 1971 an die École Saint-Luc in Brüssel, um Kurse im Zeichnen zu belegen. Am 1. Oktober 1972 konnte er seine erste Karikatur in der Tageszeitung Le Monde veröffentlichen. 1974 folgte Le Monde diplomatique, wo er in kritischer Weise Themen zur Dritten Welt aufgriff.
1978 erschien erstmals eine seiner Zeichnungen auf der Titelseite der Zeitung. Von 1982 bis 1985 erschienen seine Karikaturen zu aktuellen politischen Geschehnissen jeden Samstag und ab 1985 täglich auf der Titelseite.
Die Zeichnungen erschienen unter der Überschrift Le regard de Plantu. Ein Kennzeichen war seit Mitte 2005, meist in der rechten unteren Blattecke, eine beobachtende Maus. Im Jahr 2000 feierte er das 30-jährige Jubiläum seiner Zusammenarbeit mit Le Monde, für die er bis dahin 15.000 Karikaturen gezeichnet hatte.
Seit dem Umzug der Le Monde-Redaktion in den Pariser Süden gehört Plantu zum Pariser Stadtbild. Seine Zeichnung einer Friedenstaube mit einem Olivenzweig im Schnabel, deren Flügel Seiten von Le Monde sind, ziert die große Fassade des Gebäudes am Boulevard Auguste Blanqui.
Anfang September 2013 geriet Plantu in die internationalen Schlagzeilen, weil er von der konservativen katholischen Organisation gegen Rassismus und für Respekt der französischen und christlichen Identität (Agrif) wegen „Anstiftung zu Hass und religiöser Diskriminierung“ verklagt wurde. Plantu hatte im März 2010 auf seiner Internetseite unter der Überschrift „Pädophilie: Der Papst nimmt Stellung“ eine Karikatur zu den Missbrauchsskandalen in der katholischen Kirche veröffentlicht, die anschließend von der Tageszeitung Le Monde übernommen und abgedruckt wurde. Die Karikatur zeigt Papst Benedikt XVI. beim Analverkehr mit einem Kind. Der Termin für den Karikaturenprozess war auf den 1. Juli 2014 angesetzt. Am 30. September 2014 wurde Plantureux freigesprochen, die Gerichtskosten wurden den Anzeigeerstattern auferlegt.
Am 1. April 2021 verkündete Le Monde das Ausscheiden von Plantu aus der Redaktion und widmete ihm zu diesem Anlass eine 8-seitige Sonderbeilage. Bis zu diesem Zeitpunkt hatte er mehr als 30.000 Zeichnungen geschaffen.

## Auszeichnungen
- 1988: Prix Mumm für Gordji chez les juges
- 1989: Prix de l'humor noir
- 1996: Premi Internacional d'Humor Gat Perich
- 2015: Assoziiertes Mitglied der Académie royale des Sciences, des Lettres et des Beaux-Arts de Belgique[7]

## Werke
- Plantu, Klaus Stuttmann, Ioan Cozacu u. a., Walther Fekl (Hrsg.): Paarlauf / Pas de deux. Die deutsch-französischen Beziehungen in der politischen Karikatur / Les relations franco-allemandes dans le dessin de presse. Schaltzeit Verlag, Berlin 2013, ISBN 978-3-941362-28-4.
- Andreas Bahr, Walther Fekl, Thomas Serrier (Hrsg.): Weimar hoch drei – das Weimarer Dreieck: Deutschland, Polen und Frankreich in der politischen Karikatur. Die „Weimarer Nachbarn“ aus der Sicht von Klaus Stuttmann (D), Henryk Sawka (PL) und Plantu (F). Schaltzeit Verlag, Berlin 2012, ISBN 978-3-941362-19-2, dreisprachig: Deutsch, Polnisch und Französisch.
- Plantu, Walther Fekl (Hrsg.): Drôle de peuple – Komisches Volk! Dessins sur l'Allemagne – Politische Karikaturen zu Deutschland. Schaltzeit Verlag, Berlin 2011, ISBN 978-3-941362-11-6.
- Plantu: Tête de Gondole. Seuil, Paris 2010, ISBN 978-2-02-103477-6.

## Film
- Plantu - Stuttmann: Blickwechsel. 50 Jahre deutsch-französische Freundschaft / 25 Jahre Hauptstädtepartnerschaft Berlin-Paris (arte, 25. September 2012, 57 min)
- Die Dame mit der rustikalen Frisur. Video-Blog, Deutschland, 2012, 5:17 Min., Regie: Michael Strempel, Produktion: ARD, Redaktion: tagesschau.de, Online-Video (Memento vom 4. Februar 2012 im Internet Archive). Zur Ausstellung im Palais Beauharnais.